# Латизана
Латиза̀на (на италиански: Latisana; на фриулски: Tisane, Тизане) е град и община в Северна Италия, провинция Удине, автономен регион Фриули-Венеция Джулия. Разположен е на 7 m надморска височина. Населението на общината е 13 682 души (към 2012 г.).